# Ablativus absolutus
Ablativus absolutus (ablatyw niezależny) – charakterystyczny dla łaciny równoważnik zdania okolicznikowego czasu, przyczyny, przyzwolenia lub warunku, tłumaczony również zdaniem współrzędnym lub wyrażeniem przyimkowym. Konstrukcja ta jest niezależna pod względem gramatycznym od reszty zdania.

## Budowa konstrukcji
Ablativus absolutus składa się z:
- rzeczownika (którego funkcję może spełniać liczebnik, zaimek lub urzeczownikowiony przymiotnik) stojącego w ablatiwie;
- imiesłowu (łac. participium) pozostającego w stosunku zgody z wyżej wspomnianym rzeczownikiem co do liczby, rodzaju i przypadka.

Pierwszy człon konstrukcji, rzeczownik, spełnia w równoważniku zdania okolicznikowego funkcję podmiotu, natomiast imiesłów – funkcję orzeczenia:
- Sole oriente – sole jest podmiotem; oriente jest imiesłowem czasownika orior, oriri → wschodzić, zaczynać się i pełni funkcję orzeczenia. Całość tłumaczy się: „o wschodzie słońca”, „gdy słońce wschodziło”.

W konstrukcji ablativus absolutus jako „orzeczenia” dopuszcza się używanie niektórych przymiotników (np. vivus → żyjący, invitus → niechętny) oraz rzeczowników oznaczających osobę działającą, wiek, urząd, takich jak auctor → sprawca, dux → wódz, puer → chłopiec itp..
- Caesare vivo → za życia Cezara
- Domitiano auctore → za sprawą Domicjana

W konstrukcji zastosowanie mają tylko participium praesentis activi (zakończone na -ns) oraz participium perfecti passivi (końcówka -us). Gdy zastosowane zostaje pierwsze z nich, równoważnik wyraża czynność równoczesną z czynnością orzeczenia, natomiast participium perfecti passivi wyraża czynność dokonaną w przeszłości w stosunku do czynności orzeczenia.
- sole oriente – o wschodzie słońca: Sole oriente aves canebant. → Podczas wschodu słońca ptaki śpiewały.
- sole orto – po wschodzie słońca: Sole orto dux milites exploratum misit. → Po wschodzie słońca wódz wysłał żołnierzy na zwiady.

Imiesłów i rzeczownik są niezbędnymi elementami konstrukcji, jednak może ona być rozwinięta, np. przydawką:
- Urbis custodibus occisis, Graeci portas patefecerunt. → Zabiwszy strażników miasta Grecy otwarli bramy[5].
- Deinde, impedimentis praesidio paucis relictis, vigilia quarta exacta ad munitiones pedetemptim accesserunt → Następnie, zostawiwszy pod opieką małe bagaże, dokładnie podczas czwartej warty nocnej stopniowo udawali się do budynków[6].
- Ad quod spectaculum Faleriis concursu populi facto senatus de re nova vocatus est → Gdy na ten widok zrobiło się zbiegowisko mieszkańców Falerii, senat zebrał się z powodu tej sensacji (Liwiusz)[7]

## Składnia
Przy tłumaczeniu z języka łacińskiego na polski konstrukcję ablativus absolutus przekłada się jako zdanie okolicznikowe:
- czasowe (kiedy, gdy): Sole oriente fugiunt stellae. → Gwiazdy uciekają, gdy wschodzi słońce.
- przyzwalające (chociaż): Sole oriente servus adhuc in lecto cubuit.  → Mimo że słońce już wstawało, niewolnik dalej leżał w łóżku.
- przyczynowe (ponieważ): Castris inimicorum non procul locatis oppidani valde timebant. → Ponieważ obóz wroga był położony nieopodal, mieszkańcy miasta bardzo się bali.
- warunku (gdyby, jeśli): Omnibus rebus perditis pater de salute filiorum non desperaret. → Gdyby nawet wszystko przepadło, ojciec nie rozpaczałby nad losem synów.

Innymi sposobami tłumaczenia ablativus absolutus są:
- zdanie równorzędne[9]:
- równoważnik imiesłowowy[9]:
  - Proelio finito milites defessi erant. → Zakończywszy bitwę, żołnierze byli zmęczeni.
- jako wyrażenie przyimkowe: Sole occidente natura est pulcherrima visu. → Przy zachodzącym słońcu przyroda jest najpiękniejsza do oglądania.

Okolicznikowi przyzwolenia towarzyszy często wyraz tamen, np. Amissis copiis vitam tamen rex servavit. → Chociaż wojsko zostało stracone, król (jednak) zachował życie.

## Inne języki
Konstrukcja o podobnym charakterze, jedynie z użyciem innego przypadka, znana jest w sanskrycie (locativus absolutus) oraz grece (genetivus absolutus). W języku fińskim występuje nominativus absolutus.